# Villa Laak 2
Die Villa Laak 2, an der linken Ostseite, in der niedersächsischen Samtgemeinde Land Hadeln, Gemeinde Oberndorf im Landkreis Cuxhaven, stammt aus der Mitte des 19. Jahrhunderts. Aktuell (2024) wird sie als Wohnhaus genutzt.
Das Gebäude steht unter Denkmalschutz (siehe auch Liste der Baudenkmale in Oberndorf (Oste)).

## Geschichte
Oberndorf wurde 1316 als Overdorpe erstmals urkundlich erwähnt. An der linken Ostseite, weit nördlich vom Ort, auf einem großen Grundstück im Marschland, isoliert zwischen Geversdorf und Oberndorf, ist seit 1749 eine Hofstelle mit Ziegeleien belegt. Hier entstand die repräsentative Villa mit einer Gartenanlage und altem Baumbestand. Das Areal ist umlaufend von Wassergräben eingefasst. Die Villa war als Bestandteil des Celler Landgestüts zu sehen, das um 1862 in Laak eine Hengststation einrichtete. Im 19. Jahrhundert expandierte das 1735 vom englischen König Georg II. und Kurfürst von Hannover initiierte Celler Landgestüt als bedeutende Institution im Königreich Hannover in andere niedersächsische Regionen.

## Beschreibung
Das zweigeschossige traufständige massive verputzte Gebäude auf Souterraingeschoss, mit schiefergedecktem flachen Walmdach, wurde 1862 (Inschrift) für die Familie Friedrich August Jarck und Anna Cathrin Jarck gebaut. Die historisierende siebenachsige östliche Fassade wurde gegliedert durch ein fünfachsiges Risalit, profilierte Gurtgesimse in Sockel- und Erdgeschosshöhe sowie an der Traufe. Unterhalb der Traufe eine umlaufende Attika, an der Nordwestseite durch Wellplatten verkleidet. Die rundbogigen Fensteröffnungen sind durch Putzvorlagen in Form von Säulen gerahmt. An Süd-, West- und Nordseite sind teilweise die Rundbogen der Fenster geschlossen und horizontale Fensterstürze eingesetzt. Die Erschließung an der Ostseite über eine Rundbogentür, an der Nordseite über eine gerade doppelläufige Treppe und an der Westseite über eine angesetzte Holzveranda.
Das Landesdenkmalamt befand u. a.: „… Die repräsentative Villa ist in ihrer an Palladio angelehnten, klassizistischen Formensprache für die Region untypisch. Die Gestaltung lehnt sich an städtische Vorbilder an und läßt sich Quellen zufolge auf die Bebaung der Palmaille in Hamburg um 1860 beziehen.“